# Ghetto de Łomża
Le ghetto de Łomża était un ghetto pour les Juifs polonais créé le 12 août 1941 par les autorités allemandes nazies à Łomża en Pologne occupée, dans le district de Bialystok.
Deux mois après l'opération Barbarossa, l'invasion de l'Union soviétique, les Juifs reçoivent l'ordre de s'y regrouper en une seule journée, provoquant la panique à l'entrée principale de la rue Senatorska adjacente au vieux marché (Stary Rynek). Le nombre d'hommes, de femmes et d'enfants juifs forcés dans le ghetto variait de 10 000 à 18 000. Les survivants du pogrom de Jedwabne, Stawiski, Wizna et Rutki-Kossaki ainsi que les réfugiés d'autres localités ont été internés dans le ghetto. Souvent, six familles y étaient logées dans une seule pièce. 
Le ghetto est liquidé un an plus tard, le 1er novembre 1942, lorsque tous les prisonniers sont transportés à bord des trains de la Shoah à Auschwitz pour y être exterminés,.

## Histoire
En juillet 1941, les Juifs de Łomża reçoivent l'ordre des Allemands de former un Judenrat. Une police juive du ghetto est établie avec Solomon Herbert nommé comme chef. Tous les habitants doivent emménager dans le nouveau ghetto en une journée, le 12 août 1941. La police auxiliaire allemande et polonaise inspecte les Juifs entrant dans le ghetto et confisque de force les objets de valeur. Le 16 août, les détenus sont rassemblés sur la place du Marché pour être comptabilisés. Le président du Judenrat se voit remettre une liste d'environ deux cents personnes accusées de collaboration avec les Soviétiques avant l'opération Barbarossa. Ils sont emmenés dans la forêt de Giełczyn et tués par un Einsatzkommando sous le commandement du SS-Obersturmführer Hermann Schaper. Pour le reste, des cartes de travail sont distribuées à ceux ayant un lieu de travail. Dans les jours suivants, davantage de Juifs sont amenés des villages environnants tels que Piątnica, Jedwabne et Stawiski. Le Judenrat demande l'autorisation d'agrandir le ghetto, accordé par les Allemands à condition de payer un demi-million de Marks. Le 17 septembre cependant, avant l'agrandissement, les détenus reçoivent à nouveau l'ordre de se rassembler sur la place. Les Allemands séparent ceux n'ayant pas de carte de travail ; plus de deux mille hommes et femmes sont ainsi transportés par camion vers les forêts de Giełczyn et Sławiec et exterminés,. À cette date, le ghetto est entouré de barbelés avec une seule sortie, nécessitant une autorisation spéciale de la Gestapo. La porte principale est érigée avec l'inscription : « DANGER, MALADIE ». Les Juifs travaillant à l'extérieur du ghetto empruntaient cette porte deux fois par jour.
Les conditions dans le ghetto sont difficiles et une interdiction d'apporter de la nourriture dans le ghetto est brutalement appliquée par la police auxiliaire polonaise. Trois Juifs faisant de la contrebande de nourriture seront battu à mort par les auxiliaires polonais, leurs cadavres ensuite suspendus aux portes du ghetto par les Allemands. Des épidémies de dysenterie et de typhus éclatent à l'hiver 1941, où trois infectés décèdent de la maladie. Une cuisine commune est mise en place pour servir environ un millier de repas par jour. Aucune école juive est mise en place place dans le ghetto. Cependant, des usines de munitions, de savon, de cuir, de bottes et de graisse sont créées ; certains d'entre eux à l'initiative du Judenrat. Ils fabriquent des produits pour les Allemands tels que des chaussures, des vêtements et des fourrures. Le 1er novembre 1942, le ghetto est encerclé par la gendarmerie allemande et le lendemain matin, l'évacuation est ordonnée. La plupart des Juifs, entre 8 000 à 10 000 sont emmenés dans un camp de transit Zambrów puis vers le camp d'extermination d'Auschwitz. Les autres rejoignent le Sammellagger de Kiełbasin, au sud du ghetto de Grodno, et aux camps de Wołkowysk ainsi qu'à Białystok. Seuls quelques-uns réussissent à s'échapper, certains trouvant refuge auprès des familles catholiques polonaises. Le Dr Hefner du Judenrat s'est suicidé. Les derniers détenus du ghetto de Łomża restent à la caserne de Zambrow jusqu'au 14 au 18 janvier 1943, date à laquelle ils sont déportés à Auschwitz,.